# Najlepsze hity dla ciebie – polskie
Najlepsze hity dla ciebie – polskie – druga kompilacja Magic Records z serii wydawnictw trzypłytowych „Najlepsze hity dla ciebie”. Została wydana 3 czerwca 2014 roku. Na trzech płytach kompaktowych zawarto 60 polskich piosenek. Album uzyskał status platynowej płyty.

## Lista utworów

### CD1
1. Ewelina Lisowska – W stronę słońca
2. Rafał Brzozowski – Tak blisko
3. Red Lips – To co nam było
4. Weekend – Ona tańczy dla mnie
5. Wilki – Baśka
6. Kombii – Avinion
7. Ewa Farna – Znak
8. Blue Café – Buena
9. Paulla – Od dziś
10. Stachursky – Z każdym twym oddechem
11. Kasia Kowalska – Antidotum
12. T.Love – Chłopaki nie płaczą
13. Edyta Bartosiewicz – Skłamałam
14. Zakopower – Boso
15. Kayah – Testosteron
16. Urszula – Dziś już wiem
17. Ira – To co na zawsze
18. Patrycja Markowska – Świat się pomylił
19. Anita Lipnicka – I wszystko się może zdarzyć
20. Volver – Volveremos

### CD2
1. Kombii – Jak pierwszy raz
2. Edyta Górniak – Your High
3. Rafał Brzozowski – Magiczne słowa
4. Ewa Farna – Tajna misja
5. Natalia Nykiel – Wilk
6. Kasia Popowska – Przyjdzie taki dzień
7. Maria Niklińska – Na północy
8. Margaret – Wasted
9. Adi Kowalski – Do diabła z miłością
10. Stashka – Chcę kochać
11. E.P.I.C. – Ona
12. Honorata 'Honey' Skarbek – GPS
13. Urszula – Wielki odlot 2
14. Panasewicz – Między nami nie ma już
15. Marta Podulka – Nieodkryty ląd
16. Szymon Wydra & Carpe Diem feat. Marie Napieralska – Duch
17. Future Folk – Malinowa dziewczyno
18. Aro Kłusowski – Podpalimy miasta
19. Kreuzberg – Tylko raz
20. Marcin Kindla – Po prostu wróć

### CD3
1. Natalia Kukulska i Anna Jantar – Tyle słońca w całym mieście
2. Andrzej Zaucha – Byłaś serca biciem
3. Happy End – Jak się masz kochanie
4. Krzysztof Krawczyk – Jak minął dzień
5. Izabela Trojanowska – Wszystko czego dziś chcę
6. Skaldowie – Wszystko mi mówi, że mnie ktoś pokochał
7. Irena Jarocka – Odpływają kawiarenki
8. Stan Borys – Spacer dziką plażą
9. Vox – Bananowy song
10. Zbigniew Wodecki – Lubię wracać tam gdzie byłem
11. Jerzy Połomski – Bo z dziewczynami
12. Andrzej Rybiński – Nie liczę godzin i lat
13. Bogusław Mec – Jej portret
14. Lady Pank – Fabryka małp
15. Papa Dance – Nasz Disneyland
16. Maanam – Boskie Buenos
17. Lombard – Kto mi zapłaci za łzy
18. Rezerwat – Zaopiekuj się mną
19. Sztywny Pal Azji – Wieża radości, wieża samotności
20. Kobranocka – Kocham cię jak Irlandię